# Белоголовый скворцовый ткач
Белоголо́вый скворцо́вый ткач (лат. Dinemellia dinemelli) — птица из семейства Ткачиковые, обитающая в восточной Африке. Единственный вид в роде белоголовые скворцовые ткачи - Dinemellia Reichenbach, 1863.

## Описание
Длина тела достигает 18 см. Окрас головы, шеи и нижней части в основном белый, крылья и хвост шоколадно-бурого цвета. Половой диморфизм не выражен.
Этот вид птиц, несмотря на принадлежность к скворцам, строит гнёзда, похожие на гнёзда сорок. 

## Распространение
Естественная среда обитания — это кустарниковые саванны и акациевые леса на высоте не ниже 1400 м над уровнем моря на северо-востоке Африки (Сомали, Эфиопия, южный Судан, Кения, Танзания). На равнине, а также вдоль русел реки встречается редко.

## Образ жизни
Птицы живут парами или небольшими группами, часто в сообществе с трёхцветными спрео. Они ищут своё питание, прежде всего, на земле между акациями и колючими кустарниками.

## Размножение
Гнездятся в свободных колониях на тернистых деревьях. Гнезда очень большие, длиной до полуметра. В кладке от 3 до 4 яиц серовато-белого или бледно-голубого цвета с коричневыми пятнами. В Судане сезон размножения вида длится с августа по сентябрь, а также в декабре. В Эфиопии птицы гнездятся в период с апреля по август. До сих пор биология размножения этого вида исследована недостаточно. Так, точно неизвестен инкубационный период. Выводковый период составляет как минимум 14 дней.

## Подвиды
Выделяют два подвида: D. d. dinemelli обитает на севере ареала, а оперение верха у D. d. boehmi чернее. Существует вероятность путаницы с белоголовой либией, однако у той отсутствует красно-оранжевая окраска подхвостья.